# Joshua Angrist
Joshua David Angrist (* 18. září 1960 Columbus) je izraelsko-americký ekonom a profesor ekonomie na Massachusettském technologickém institutu (MIT). Angrist byl spolu s Davidem Cardem a Guido Imbensem v roce 2021 oceněn Nobelovou cenou za ekonomii "za metodologický přínos k analýze příčinných vztahů". S Imbensem jsou blízkými spolupracovníky, napsali spolu několik prací a podělili se o polovinu ceny. Angrist se věnuje ekonomii práce, ekonomii města, ekonometrii a ekonomii vzdělávání. K jeho specifickým badatelským zájmům patří dopady imigrace, regulace trhu práce, vztah mezi mírou zaměstnanosti a minimální mzdou, vztah mezi úrovní vzdělání a příjmem nebo Maimonidovo pravidlo (vztah velikosti školní třídy ke studijním výsledkům jednotlivců). Je spoluzakladatelem a spoluředitelem laboratoře Blueprint Labs na MIT, která zkoumá vztah mezi lidským kapitálem a nerovností příjmů v USA. Spoluzaložil také startup Avela, který vyvíjí software a poskytuje služby zejména pro vzdělávací instituce.

## Život
Narodil se v židovské rodině v Ohiu. Vyrůstal v Pittsburghu v Pensylvánii, kde v roce 1977 absolvoval střední školu Taylor Allderdice High School. Poté získal bakalářský titul v oboru ekonomie na Oberlin College (1982). V letech 1982 až 1985 žil v Izraeli a sloužil jako výsadkář v Izraelských obranných silách. Pak se vrátil do USA, kde získal tituly M.A. (1987) a Ph.D. (1989) v oboru ekonomie na Princetonské univerzitě. Jeho disertační práce Ekonometrická analýza odvodní loterie vietnamské éry byla vedena Orleym Ashenfelterem a později byla částečně publikována v American Economic Review. Po dokončení doktorátu nastoupil Angrist na Harvardovu univerzitu jako odborný asistent, kde působil až do roku 1991. Poté se vrátil do Izraele jako odborný asistent na Hebrejské univerzitě, kde získal docenturu. V roce 1996 nastoupil na katedru ekonomie MIT, kde se v roce 1998 stal řádným profesorem. Na MIT vyučuje ekonometrii a ekonomii práce. V roce 2018 navíc působil jako hostující profesor na Kolumbijské univerzitě. Angrist má americké i izraelské občanství. Žije v Brookline v Massachusetts.